# Rio do Salto
Der Rio do Salto ist zusammen mit seinem Oberlauf Rio Jacaré ein etwa 30 km langer linker Nebenfluss des Rio Tibaji im Südosten des brasilianischen Bundesstaats Paraná.

## Geografie

### Lage
Das Einzugsgebiet des Rio do Salto befindet sich auf dem Segundo Planalto Paranaense (Zweite oder Ponta-Grossa-Hochebene von Paraná).

### Verlauf
Das Quellgebiet des Rio Jacaré liegt auf der Grenze zwischen den Munizipien Palmeira und Porto Amazonas auf 950 m Meereshöhe etwa 7 km nördlich der Ortschaft Porto Amazonas in der Nähe der BR-277 und der Eisenbahnlinie Tronco Principal Sul.
Der Fluss verläuft in nördlicher Richtung. Er begleitet die Eisenbahnlinie bis kurz vor seiner Mündung. Etwa 4 km nördlich der BR-277 verlässt er die Munizipgrenze. und trägt von hier an den Namen Rio do Salto. Er mündet auf 805 m Höhe von links in den Rio Tibaji. Er ist zusammen mit dem 8 km langen Rio Jacaré etwa 30 km lang.

### Munizipien im Einzugsgebiet
Am Rio do Salto liegen die zwei Munizipien Palmeira und Porto Amazonas.